# Rosa Svensson
Rosalie "Rosa" Alfrida Maria Svensson, född 25 oktober 1903 i Kristianopels församling, Blekinge län, död 8 april 1998 i Kung Karls församling, Västmanlands län, var en svensk kontorist och socialdemokratisk politiker.
Svensson var ledamot av Sveriges riksdags andra kammare från 1957, invald i Västmanlands läns valkrets. Hon var även landstingsledamot från 1951. I riksdagen skrev hon 29 egna motioner, flertalet i sociala ämnen som åldrings- o barnavården, medborgarlagstiftningen samt statsstödet åt daghem och förskolor.